# Kristy Wright
Kristy Wright es una actriz australiana, conocida por haber interpretado a Chloe Richards en la serie Home and Away.

## Biografía
Es hija de Michael Wright y Kerri, tiene dos medias hermanas Chantelle y Melissah.
El 8 de agosto de 2013 Kirsty y su novio Michaelis Jacoby le dieron la bienvenida a su primer hijo Jai William Jacoby, quien nació tres meses prematuro.

## Carrera
En 1995 apareció como invitada en un episodio de la serie policíaca Police Rescue donde interpretó a Cassie.
Ese mismo año el 28 de junio se unió al elenco de la popular y exitosa serie australiana Home and Away donde interpretó a Chloe Ruchards, hasta 1999 luego de que su personaje decidiera mudarse de la bahía. Kristy regresó brevemente a la serie en junio del 2005 y su última aparición fue el 7 de octubre del mismo año después de que su personaje muriera en el hospital luego de sufrir una embolia a causa de un accidente automovilístico.
En el 2000 se unió al elenco de la serie Above the Law donde interpretó a Belinda Clarke hasta ese mismo año luego de la serie fuera cancelada.
En el 2001 apareció como personaje recurrente en la serie Something in the Air donde interpretó a Lisa Cambridge. Ese mismo año interpretó a Vanessa "Van" Harrison en la serie Corridors of Power hasta la cancelación de la serie el mismo año.
En el 2005 obtuvo un pequeño papel en la popular película Star Wars Episode III: Revenge of the Sith donde interpretó a Moteé, una sirvienta de la senadora Padmé Amidala (Natalie Portman).
En el 2007 apareció en un comercial para "Arnott's Pizza Shapes".

## Filmografía
Series de televisión
| Año               | Título               | Personaje        | Notas                              |
| ----------------- | -------------------- | ---------------- | ---------------------------------- |
| 2005              | The Alice            | Simone           | episodio # 1.4                     |
| 1995 - 1999, 2005 | Home and Away        | Chloe Richards   | 280 episodios                      |
| 2003              | White Collar Blue    | Summah Shareef   | episodio # 2.11                    |
| 2002              | BeastMaster          | Bianna           | episodio "Double Edged"            |
| 2001              | Corridors of Power   | Vanessa Harrison | 6 episodios                        |
| 2001              | Crash Palace         | Suze             | -                                  |
| 2001              | Something in the Air | Lisa Cambridge   | 13 episodios                       |
| 2001              | The Lost World       | Ana Pisaro       | episodio "The Source"              |
| 2000              | Above the Law        | Belinda Clarke   | 35 episodios                       |
| 1999              | Chuck Finn           | Rosy             | episodio "Buddy Berry Lives"       |
| 1995              | Police Rescue        | Cassie           | episodio "Something's Got to Give" |

Películas
| Año  | Título                                       | Personaje     | Notas                                                                          |
| ---- | -------------------------------------------- | ------------- | ------------------------------------------------------------------------------ |
| 2005 | Wrong Answer                                 | Holly Aurelli | corto - junto a Rhiana Griffith, Don Halbert, Chris Galletti & Olivia Solomons |
| 2005 | Star Wars: Episode III - Revenge of the Sith | Moteé         | junto a Natalie Portman, Ewan McGregor, Hayden Christensen & Chantal Freer     |
| 2004 | The Crop                                     | Nancy         | junto a George Elliot, Holly Brisley, Rhys Muldoon & Kelly Butler              |
| 2002 | Sweet Dreams                                 | -             | junto a Nathaniel Dean & Jessica Napier                                        |
| 2000 | Enemies Closer                               | Samantha      | junto a Ryan Moloney, Holly Brisley, Damen Stephenson & Brett Bower            |

## Premios y nominaciones
| Año  | Categoría            | Premio             | Serie         | Resultado |
| ---- | -------------------- | ------------------ | ------------- | --------- |
| 1998 | Most Popular Actress | Silver Logie Award | Home and Away | Nominada  |